# 마리아 몬테스
마리아 몬테스(Maria Montez, 1912년 6월 6일 ~ 1951년 9월 7일)는 도미니카 공화국의 배우이다. 1940년대 인기를 구가했던 인물로, '테크니컬러의 여왕'이라 불렸다. 화려한 의상과 장신구로 치장한 이국적이며 정열적인 라틴계 여성 캐릭터로 유명했다.

## 출연 작품
- 탈주(영어판) (1947)
- 코브라 우먼 (1944)
- 폴로우 더 보이즈 (1944)
- 알리바바와 40인의 도적 (1944)
- 화이트 세비지 (1943)
- 아라비안 나이트 (1942)